# Tràng Tiền Plaza
Tràng Tiền Plaza là một trung tâm thương mại của Việt Nam có vị trí tại quận Hoàn Kiếm, Hà Nội. Trung tâm này nằm trên vị trí của Bách hóa Tổng hợp Hà Nội cũ, trước đó là tòa nhà Godard. Đây là một trong những trung tâm mua sắm lớn nhất Hà Nội, cũng là trung tâm thương mại đầu tiên tại Việt Nam theo Tổ chức Kỷ lục Việt Nam. Địa điểm này được xem là một trong những biểu tượng lịch sử thương mại của Hà Nội trong suốt thế kỷ 20, đồng thời đóng vai trò như một minh chứng cho sự phát triển của kinh tế Hà Nội và của Việt Nam.

## Lịch sử

### Xưởng đúc tiền Tràng Tiền
Năm 1808, triều đại nhà Nguyễn cho lập một xưởng đúc tiền ở đất thôn Tràng Tiền nên có tên gọi là Tràng Tiền (còn gọi là Trường Tiền). Tràng Tiền thuộc đất làng Cựu Lâu, huyện Thọ Xương. Nơi đây thực hiện việc đúc cả tiền đồng và tiền kẽm. Sở dĩ Hoàng đế Gia Long cho lập tràng đúc tiền xa Bắc Thành vì diện tích đất ở đây rộng rãi, đường xá thuận tiện cho việc lưu thông. Tuy nhiên, xưởng đúc này không lớn bằng xưởng ở Thuận Hóa. Mỗi một cỡ tiền, Gia Long ra chỉ dụ gửi 1.000 đồng mẫu ra xưởng đúc Tràng Tiền để đúc. Mẫu tiền đầu tiên đúc ở tràng đúc này có đường kính 5 phân 5 ly, mỗi quan nặng 2 cân 4 lạng. Năm 1814, xưởng này bắt đầu đúc tiền kẽm nặng 7 phân. Đồng thời, Gia Long cũng cho phép người dân có kẽm được mang đến đúc ở Tràng Tiền. Khi thành tiền, cứ 125 quan tiền kẽm đổi được 100 quan tiền đồng. Xưởng Tràng Tiền không được phép dùng kẽm phế mà phải dùng kẽm lấy ở Thái Nguyên.
Năm 1882, Thực dân Pháp đã ép nhà Nguyễn đóng cửa các xưởng đúc tiền ở Thuận Hóa và cả xưởng Tràng Tiền vào năm 1882. Xưởng này đã phải đóng cửa để hoang cho đến khi khu vực phía nam hồ Hoàn Kiếm được quy hoạch. Sau đó, khu vực này xuất hiện các nhà một tầng mà chủ phần lớn là người Pháp. Họ mở các cửa hàng bán đồ cho lính và những phụ nữ Pháp theo chồng. Đầu thế kỷ 20, Liên hiệp thương mại Đông Dương và châu Phi (LUCIA) đã xây dựng Trung tâm Thương mại Godard.

### Nhà Godard
Tòa nhà Godard được xây dựng lần đầu năm 1901, đặt theo tên của Sebastien Godard, người chịu trách nhiệm quy hoạch lại thành phố Hà Nội theo lệnh của Chính phủ Pháp thời bấy giờ, đặc biệt là khu vực Tràng Tiền. Godard là tòa nhà hai tầng, tầng dưới cao 6m, tầng trên 5m với diện tích mặt bằng xấp xỉ 4.500m2. Sàn tầng một lát đá thấm thủy khổ lớn để hạn chế nhớp nháp vào ngày trời nồm. Trần nhà được trát vôi rơm, sàn tầng hai bằng gỗ lim. Mái bằng khung thép được uốn thành vòm, dưới vòm cũng được trát vôi rơm, bên trên lợp miếng tôn nhỏ hình chữ nhật. Xung quanh nhà Godard là cửa kính để lấy ánh sáng. Từ tầng một lên tầng hai có bốn cầu thang bậc gỗ, lan can bằng thép có hoa văn, trụ cầu thang bằng đồng đúc. Sau mỗi vài năm, nhà Godard được quét vôi, sơn cửa một lần. Tòa nhà này đã không được xây cao vì chính quyền đương thời không cho phép các công trình quanh hồ Hoàn Kiếm xây quá cao vì lo ngại việc hồ Hoàn Kiếm sẽ bị che lấp trong các khối nhà, gây ra sự "mất vẻ đẹp".
Một số ghi chép khác cho thấy vào thời điểm này, nhà Godard chỉ phục vụ người Pháp và rất ít người Việt thuộc hàng giàu có. Giai đoạn đầu, những người dân Việt có nhiều tiền thậm chí cũng không được phép vào mua hàng. Nhà Godard kinh doanh các loại hàng hóa tiêu dùng gồm: vải vóc, quần áo, giày dép, nước hoa, giường nằm, ghế đến những thực phẩm như bơ, pho mát, bánh mì, bia... nhập từ Pháp, Ấn Độ, Hồng Kông hay các nước thuộc địa của Pháp như Algérie, Maroc. Năm 1909, tòa nhà này xảy ra cuộc đình công. Nguyên nhân là chủ một nhà hàng tại tòa nhà kiểm tra thấy mất hàng hóa nên đã ra lệnh cho nhân viên bảo vệ người Ấn Độ hằng ngày lục soát từng người bất kể nam hay nữ. Sáng ngày 6 tháng 5 năm 1909, khi nhận thấy một số nhân viên không đi làm, chủ nhà hàng đã thuê người khác và chiều hôm đó cuộc đình công xảy ra để phản đối việc thay nhân viên không báo trước và lục soát vô cớ. Những năm 1920, khi các mặt hàng tơ lụa bán ở phố Hàng Đào, Hàng Ngang, Hàng Gai... không còn đắt khách, nhiều chủ cửa hàng đã chuyển sang bán giày Tây, Âu phục, nước hoa, nhà Godard rơi vào sự hết độc quyền và bắt đầu cho người Việt ra vào tự do.
Năm 1950, chủ nhân của công trình là Godard đã chia lô bán lại cho thương nhân bản địa do lo sợ sự thất bại của người Pháp trong cuộc chiến tranh ở Việt Nam. Năm 1953, Chính phủ Pháp nhận thấy nguy cơ thất trận ở Đông Dương và những nơi khác trên thế giới nên đã đưa ra chủ trương thoái vốn mạnh, đồng thời bán lại nhà Godard cho một số thương nhân đến từ những nước khác. Hầu như không có thông tin chính xác cho biết những người nào từng là chủ của tòa nhà giai đoạn này, chỉ có thông tin chủ sở hữu cuối cùng trước khi cái tên Godard biến mất là những người Ấn Độ. Sau khi chuyển qua nhiều chủ, nhà Godard đổi kiến trúc bên ngoài với tên gọi Grands Magasins Reunis.

### Bách hóa Tổng hợp

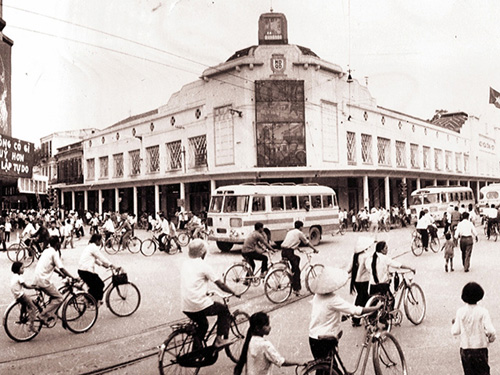
Bách hóa Tổng hợp trước năm 1960 khi đang trong thời kì tu sửa.

Năm 1958, Nhà nước Việt Nam Dân chủ Cộng hòa và chính quyền Hà Nội quyết định sửa sang lại tòa nhà, đồng thời hợp nhất 49 quầy hàng thành công tư hợp doanh. Năm 1959, trong quá trình thực hiện chủ trương công tư hợp doanh, cái tên Godard bị chìm vào dĩ vãng, mở ra thời kỳ hoạt động mới mang tên Bách hóa Tổng hợp, thuộc sở hữu nhà nước Việt Nam Dân chủ Cộng hòa. Theo cuốn Bách khoa thư Hà Nội xuất bản năm 2010 của Nhà xuất bản Thời đại, ngày 28 tháng 8 năm 1960, Bách hóa Tổng hợp chính thức khai trương, trở thành cửa hàng thương nghiệp quốc doanh đầu tiên ở Hà Nội, qua đó trở thành cửa hàng lớn nhất thủ đô và cả miền Bắc thời bấy giờ. Bách hóa Tổng hợp cũng được xem là một điểm đến thu hút của người Hà Nội và du khách nhiều nơi.
Cũng trong ngày khai trương, người đứng chờ vào xem cửa hàng thương nghiệp quốc doanh đã tụ tập đông đảo ở vỉa hè phố Hàng Bài, Hai Bà Trưng và Tràng Tiền. Khi nhân viên mở cửa, dân chúng đã chen chúc xô đẩy nhau. Những ngày đầu, hàng hóa ở Bách hóa Tổng hợp có sự đa dạng, song đã mất dần sự phong phú vì các cơ sở sản xuất hàng tiêu dùng ở Hà Nội thiếu nguyên liệu do nguồn nguyên liệu nhập khẩu từ Pháp, Hồng Kông và các nước phương Tây không còn trong khi nguyên liệu nhập từ các nước theo chế độ xã hội chủ nghĩa lại ít ỏi. Mặt khác, các nhà máy của nhà nước Việt Nam, xí nghiệp công tư hợp doanh cồng kềnh trong bộ máy, lại cứng nhắc trong kế hoạch dẫn đến Hà Nội thiếu hàng hóa tiêu dùng, khiến cho Bách hóa Tổng hợp chỉ còn vài mặt hàng. Trước thực trạng này, Nhà nước Việt Nam đã bắt đầu thực hiện chế độ phân phối. Ngày 21 tháng 12 năm 1963, Nhà nước bắt đầu bán vải theo tiêu chuẩn, cán bộ công nhân viên được 5m vải một năm, nhân dân thành phố và thị xã 4m một năm, còn người dân ở nông thôn được 3m một năm. Từ năm 1965, mỗi cán bộ công nhân viên trong đời công tác được phân phối 1 chiếc xe đạp. Các hộ gia đình ở Hà Nội được cấp bìa mua hàng gia đình để mua xà phòng, kim chỉ, diêm... Chỉ vào dịp Tết Nguyên đán mới được mua chè, thuốc lá, bánh mứt kẹo. Bách hóa Tổng hợp lúc này cũng như các bách hóa khác trên địa bàn thành phố, có nhiệm vụ bán các mặt hàng cung cấp là chính. Nếu có mặt hàng bán tự do, dân chúng xếp hàng đông đúcra tận phố Hàng Bài và phải có công an giữ trật tự.
Năm 1993, Bách hóa Tổng hợp được chuyển giao cho một doanh nghiệp nhà nước, đồng thời đơn vị này cũng được chỉ định xây dựng và tái cấu trúc cửa hàng.  Sau thời kỳ bắt đầu chủ trương đổi mới không lâu, tháng 4 năm 1993, Công ty thương mại Hà Nội liên doanh với Công ty Dragon Property Asia Limited nhằm thành lập dự án phá Bách hóa Tổng hợp xây dựng "Tràng Tiền Plaza" với thời hạn 50 năm. Liên doanh này đã đưa ra thiết kế tòa nhà có chiều cao mặt phố Tràng Tiền là 10 tầng, mặt phố Hai Bà Trưng là 20 tầng. Tháng 5 năm 1994, Ủy ban Nhà nước về Hợp tác đầu tư đã cấp giấy phép đầu tư thành lập Công ty liên doanh Trung tâm Thương mại Hà Nội với cái tên Hà Nội Plaza. Tuy nhiên vào ngày 29 tháng 9 năm 1995, ngày bán hàng cuối cùng ở Bách hóa Tổng hợp đã kết thúc. Ngày 28 tháng 5 năm 1996, lễ khởi công được tổ chức long trọng với tuyên bố công trình sẽ hoàn tất trong 3 năm. Tuy vậy vào tháng 7 năm 1997, Thái Lan gặp khủng khoảng tài chính, kéo theo nhiều nước châu Á vào vòng xoáy khiến cho dự án đã không thu xếp được vốn với ngân hàng, do đó Bách hóa Tổng hợp trở thành bãi đất hoang cho đến năm 1999 trước khi được Vinaconex, một tổng công ty lớn thuộc Bộ Xây dựng đàm phán mua lại.

### Khai trương Tràng Tiền Plaza
Sau khi Bách hóa Tổng hợp được thay thế, Ủy ban nhân dân thành phố Hà Nội đã chỉ đạo Hanoi - Plaza là công trình thay thế và là trọng điểm của Hà Nội thời bấy giờ. Tuy vậy, một số rắc rối lớn quanh quá trình đấu thầu đã nảy sinh, khiến các nhà chuyên môn nghi ngại về chất lượng và tiến độ công trình. Theo dự kiến ban đầu, cuối tháng 5 là thời hạn hoàn tất công việc chọn thầu cho công trình này. Tuy vậy trên thực tế, đến giữa tháng 6, các quyết định công bố nhà thầu trúng mới được chủ đầu tư ký ban hành.
Tháng 10 năm 2001, trong quá trình xây dựng Trung tâm Thương mại Tràng Tiền diễn ra, một công văn do ông Trịnh Hoàng Duy ký về việc đấu thầu gói thầu số 6 của dự án Trung tâm thương mại Tràng Tiền đã được kết luận không đúng với Quy chế Đấu thầu, lý do được đưa ra là "với kết quả xét thầu lần 2 phải hủy bỏ chứ không thể mở rộng xuất xứ thiết bị được đấu thầu". Gói thầu số 6 cung cấp thang máy và thang cuốn cho Trung tâm, do cả 3 nhà thầu đều vi phạm những điều kiện tiên quyết trong hồ sơ mời thầu nên đã dẫn tới tình trạng chưa có thang máy. Theo Tổng giám đốc Công ty Đầu tư Thương mại Tràng Tiền tiết lộ, có thể xảy ra khả năng chọn thang máy của nhà thầu thứ nhất, thang cuốn của nhà thầu thứ 2, lắp đặt và kiểm định của nhà thầu thứ 3 và ngược lại. Tới tháng 1 năm 2002,  những công việc xây dựng đang được tiến hành gấp gáp để chuẩn bị cho ngày khai trương.
5 giờ 30 chiều ngày 1 tháng 2 năm 2002, Trung tâm Thương mại Tràng Tiền Plaza chính thức đi vào hoạt động trở lại sau hơn 16 tháng thi công khẩn trương với tổng vốn đầu tư lên tới 145 tỷ Đồng do kiến trúc sư người Pháp Claude Cuvelier thiết kế. Buổi lễ khai trương của công trình đã nhận được sự đón nhận nồng nhiệt của nhân dân và quan khách. Trong thời gian tiếp theo, hoạt động của cửa hàng này do một giám đốc người nước ngoài điều hành. Mặt hàng bày bán có sự đa dạng hơn từ nhu yếu phẩm cho đến xa xỉ phẩm. Tuy nhận được sự hào hứng của nhân nhưng sau khi khai trương, nhiều doanh nghiệp thuê mặt bằng trong tòa nhà đỗi mặt với việc bị kinh doanh thua lỗ, khiến cho Tràng Tiền Plaza có sự mở đầu khó khăn. Dư luận cho rằng nơi đây "chỉ thích hợp để đến chơi và ngắm nghía". Năm 2004, Văn phòng Ban chỉ đạo kỷ niệm đại lễ 1000 năm Thăng Long – Hà Nội đã tổ chức hội thảo "Xây dựng kế hoạch khai quật khảo cổ tới năm 2010". Trong đó, di tích cư trú triều đại nhà Lê Trung hưng cùng một số di vật khảo cổ đã được tìm thấy tại Tràng Tiền Plaza vào năm 2001 trong lúc xây dựng công trình Tràng Tiền Plaza.
Năm 2007, trong quá trình thực hiện cổ phần hóa Tổng công ty Vinaconex, phần vốn chủ sở hữu tại Công ty Trách nhiệm hữu hạn đầu tư thương mại Tràng Tiền, đơn vị quản lý Tràng Tiền Plaza đã được chuyển giao cho Tổng công ty Đầu tư Kinh doanh vốn Nhà nước (SCIC). Sự thất bại trong kinh doanh của Tràng Tiền Plaza thời điểm này được nhận xét là do vận hành, sự quản lý lỏng lẻo của chủ đầu tư. Tuy có vị trí đáng chú ý tại Hà Nội, song nơi đây được ví như "cửa hàng bách hóa thời bao cấp hoặc những chợ bán lẻ bình dân". Hàng hóa cũng bị đánh là "nghèo nàn, phẩm cấp chất lượng, giá cả không đảm bảo", đi cùng với hoạt động thưa thớt, khiến cho hiệu quả kinh tế thấp.

### Sau khi trùng tu

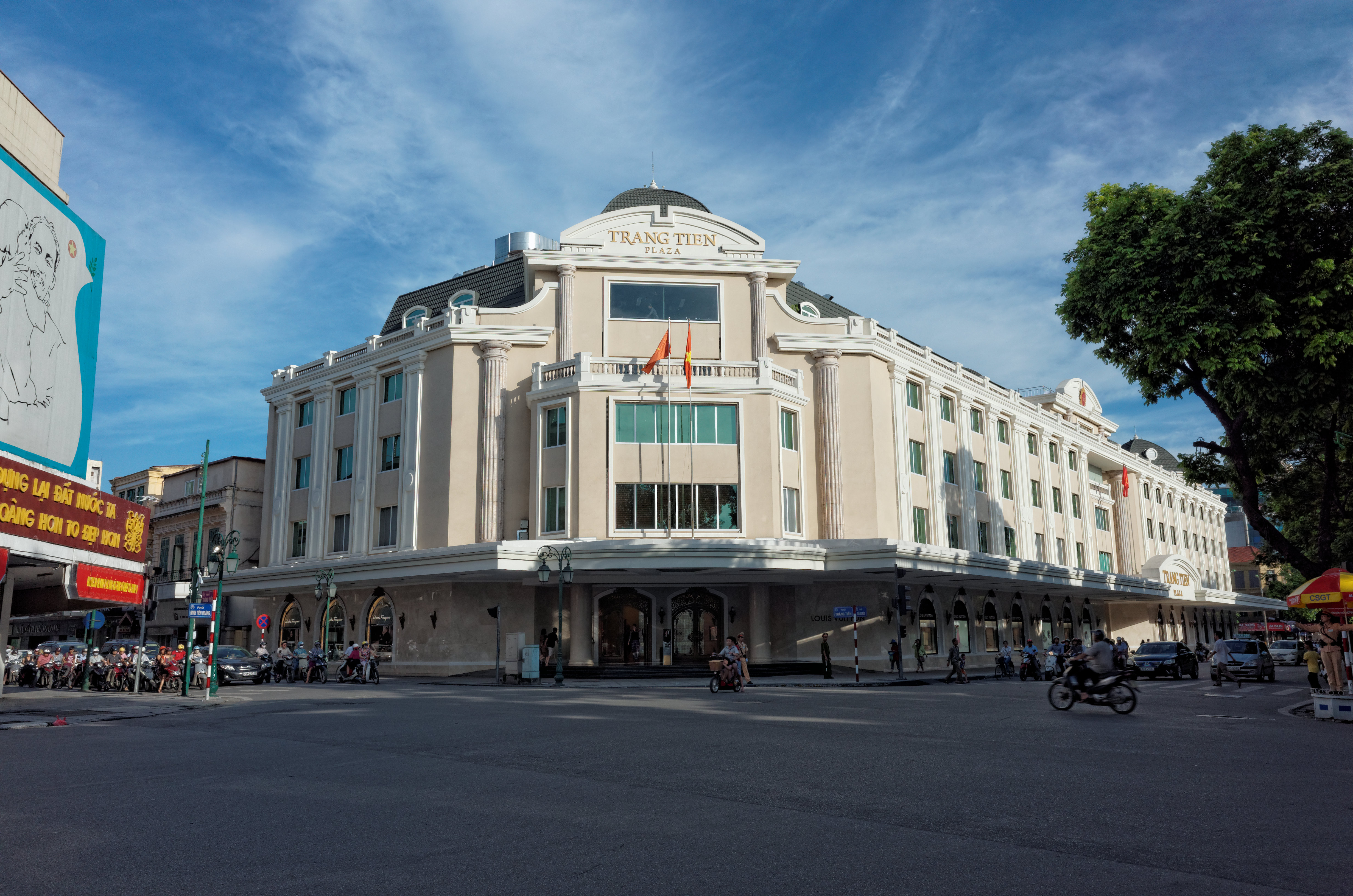
Tràng Tiền Plaza năm 2013

Tràng Tiền Plaza tiếp tục đóng cửa để nâng cấp trong 2 năm. Sau khi thuộc sở hữu của một đơn vị liên doanh với nước ngoài, Tràng Tiền mở cửa trở lại vào ngày 6 tháng 4 năm 2013 khi quy tụ hàng chục nhãn hàng hiệu quốc tế với lối bài trí khác biệt hoàn toàn thời xưa. Tuy vậy, cũng có thông tin cho rằng Chủ đầu tư đã bỏ ra hơn 400 tỷ Đồng để sửa chữa, thay đổi một số hạng mục, vật liệu, thiết bị trong tòa nhà này, nhưng công trình vẫn phải giữ kiến trúc vốn có, chỉ làm mới hoặc thay thế vật liệu, màu sắc và một vài chi tiết kiến trúc mà không làm biến dạn về hình thức, kết cấu hiện có.
Tập đoàn DFS đến từ Singapore là công ty tiếp quản Tràng Tiền Plaza thời điểm đó. Thương hiệu DFS được biết đến là chuỗi cửa hàng miễn thuế tại các sân bay trên toàn thế giới, với đại diện là doanh nhân Johnathan Hạnh Nguyễn được lựa chọn là đối tượng hợp tác kinh doanh tại nơi này. Sau khi trùng tu, Tràng Tiền Plaza phải đối mặt với sự cạnh tranh trực tiếp của các thương hiệu bán lẻ nổi tiếng trong tiến trình mở rộng tại Việt Nam. Dù chưa lấp đầy các gian hàng nhưng nơi đây đã có mặt của các thương hiệu lớn chiếm top 10 thương hiệu thời trang hàng đầu Việt Nam như Louis Vuitton, Kenzo, Christian Dior, Cartier, Rolex... Được đánh giá là Trung tâm thương mại "cao cấp bậc nhất" Hà Nội nhưng chỉ hơn một năm đi vào hoạt động, Tràng Tiền Plaza chính thức thông báo về việc "thay đổi diện mạo mới". Theo đó, từ ngày 4 tháng 8 đến cuối tháng 11 năm 2014, Tràng Tiền Plaza sẽ đóng cửa để thay đổi quy hoạch và bố trí lại các gian hàng nhằm tạo điều kiện cho những thương hiệu cao cấp và hoặc tầm trung nổi tiếng trên thế giới có cơ hội hiện diện và kinh doanh tại đây. Tuy vậy, khách hàng đến Tràng Tiền mua sắm mỗi lúc một vắng. Nguyên nhân được giải thích do những mặt hàng được bày bán tại đây có giá trị lớn mà không phải bất kỳ ai cũng có thể mua và sử dụng. Với mức thu nhập bình quân ở ngưỡng hơn 1500 Đô la Mỹ, hầu hết người tiêu dùng Việt Nam khó có thể mua sắm, sở hữu hàng hóa có giá thành cao tại Tràng Tiền Plaza.

### Tái cơ cấu và cổ phần hóa

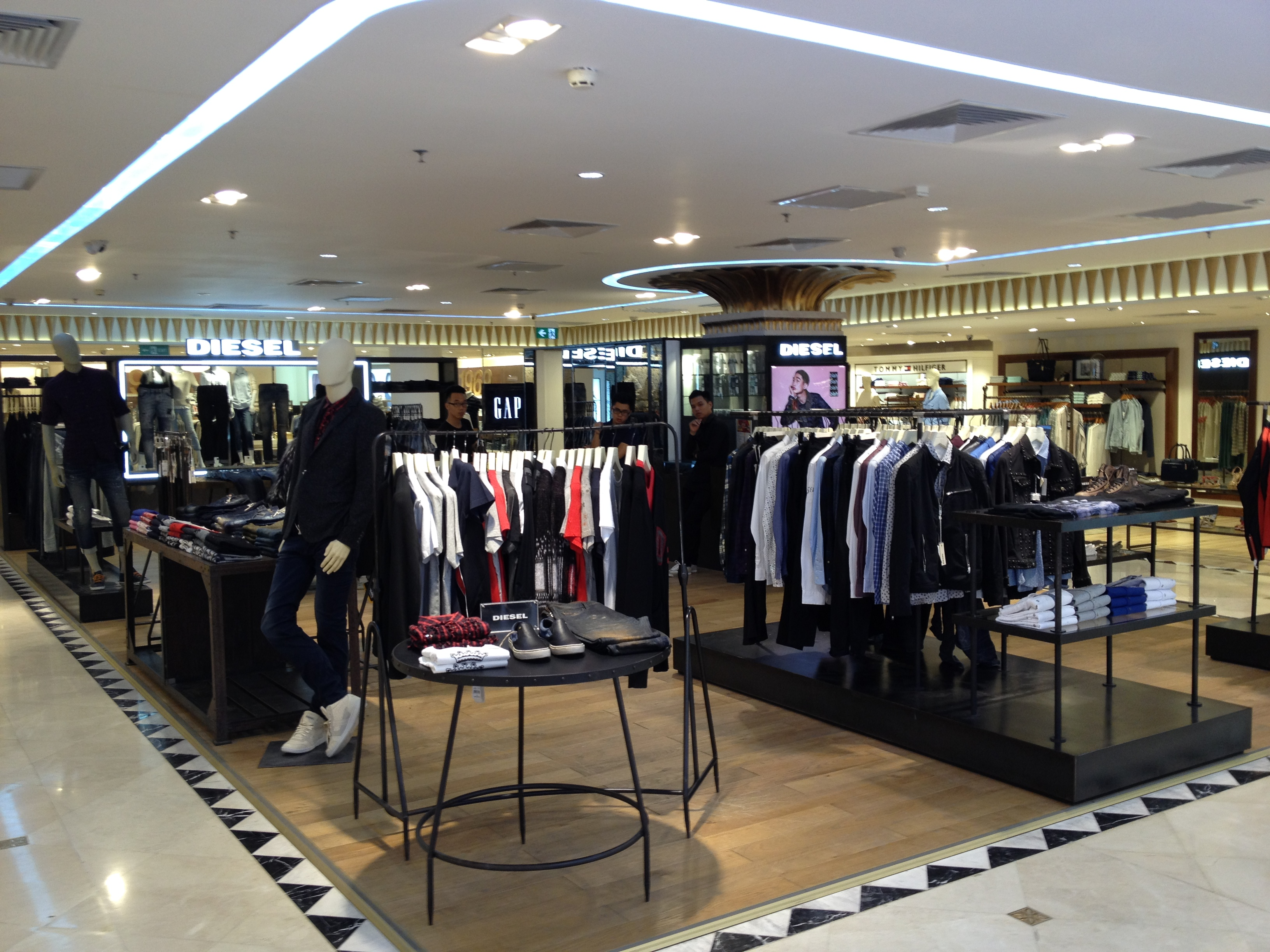
Một quầy hàng bán quần áo tại Tràng Tiền Plaza

Sau 4 tháng đóng cửa một số tầng bán hàng để tái cơ cấu và sửa chữa nhằm đáp ứng được nhu cầu đa dạng của khách hàng, Tràng Tiền Plaza đã mở rộng thêm phân khúc khách hàng, trong đó hướng thêm tới khách hàng bình dân, thu nhập thấp. Thay vì lấp đầy những thương hiệu cao cấp như trước đó, Tràng Tiền Plaza đã kinh doanh thêm cả các sản phẩm giá rẻ và tiếp tục treo bảng khuyến mại. Dù vậy, sau khi có động thái tái cơ cấu, trung tâm thương mại này vẫn gặp phải nhiều khó khăn trong việc định vị thương hiệu, cũng như việc xoay sở tìm chỗ đứng trên phân khúc hàng hóa cao cấp.
Bất chấp việc Tràng Tiền Plaza có hoạt động buôn bán khó khăn, thậm chí là ngày càng vắng khách, trung tâm này vẫn nhận được bằng khen và kỷ niệm chương của Tổng cục Du lịch và đứng đầu trong Top 5 trung tâm mua sắm của Việt Nam. Theo đó, các số liệu liên quan đến tăng trưởng của Tràng Tiền Plaza cho thấy doanh thu năm 2015 đạt 104% so với kế hoạch và tăng 16% so với năm 2014, lợi nhuận năm 2015 đã tăng 56% so với kế hoạch và tăng 41% so với năm 2014. Số liệu trên được trích từ báo cáo tài chính của Tràng Tiền Plaza, đã được kiểm toán bởi Công ty Deloitte Việt Nam. Lượt khách đến mua sắm năm 2015 đạt 1.168.857 lượt, tăng 20% so với năm 2014.
Johnathan Hạnh Nguyễn đã theo đuổi Tràng Tiền Plaza nhiều năm qua, tới năm 2017, ông đứng trước cơ hội có thể mua toàn bộ trung tâm thương mại khi Bộ Công Thương vừa đề nghị thoái toàn bộ vốn nhà nước tại đây. Theo một dự kiến, Tràng Tiền Plaza sẽ tiến hành cổ phần hóa trong năm 2018 và hoàn thành xác định giá trị doanh nghiệp trong tháng 5 năm 2018. Nhà nước Việt Nam sẽ nắm giữ 51% cổ phần của doanh nghiệp này. Năm 2019, trong lễ hội mua sắm Black Friday, Tràng Tiền Plaza liên tục đón những thương hiệu lớn trong ngành thời trang thế giới đến Việt Nam, qua đó tiếp tục khẳng định vị thế độc tôn trên thị trường bán lẻ tại quốc gia này.
Theo kế hoạch dự kiến, trong tháng 5 năm 2018, Tổng công ty Đầu tư và Kinh doanh vốn nhà nước sẽ phải hoàn thành xác định giá trị doanh nghiệp của Tràng Tiền Plaza để tiến hành cổ phần hóa. Tuy nhiên, kế hoạch này đã bị thất bại bởi sự khó khăn trong việc xác định giá trị văn hóa, lịch sử, truyền thống của doanh nghiệp này. Cuối năm này, Johnathan Hạnh Nguyễn đã hợp tác cùng Tập đoàn Liên Thái Bình Dương và Lotte Duty Free nhằm giúp cho Tràng Tiền Plaza có được cửa hàng miễn thuế dưới phố ("downtown duty free") đầu tiên tại Hà Nội nhằm thu hút khách du lịch, tăng khả năng chi tiêu của du khách.

## Kiến trúc

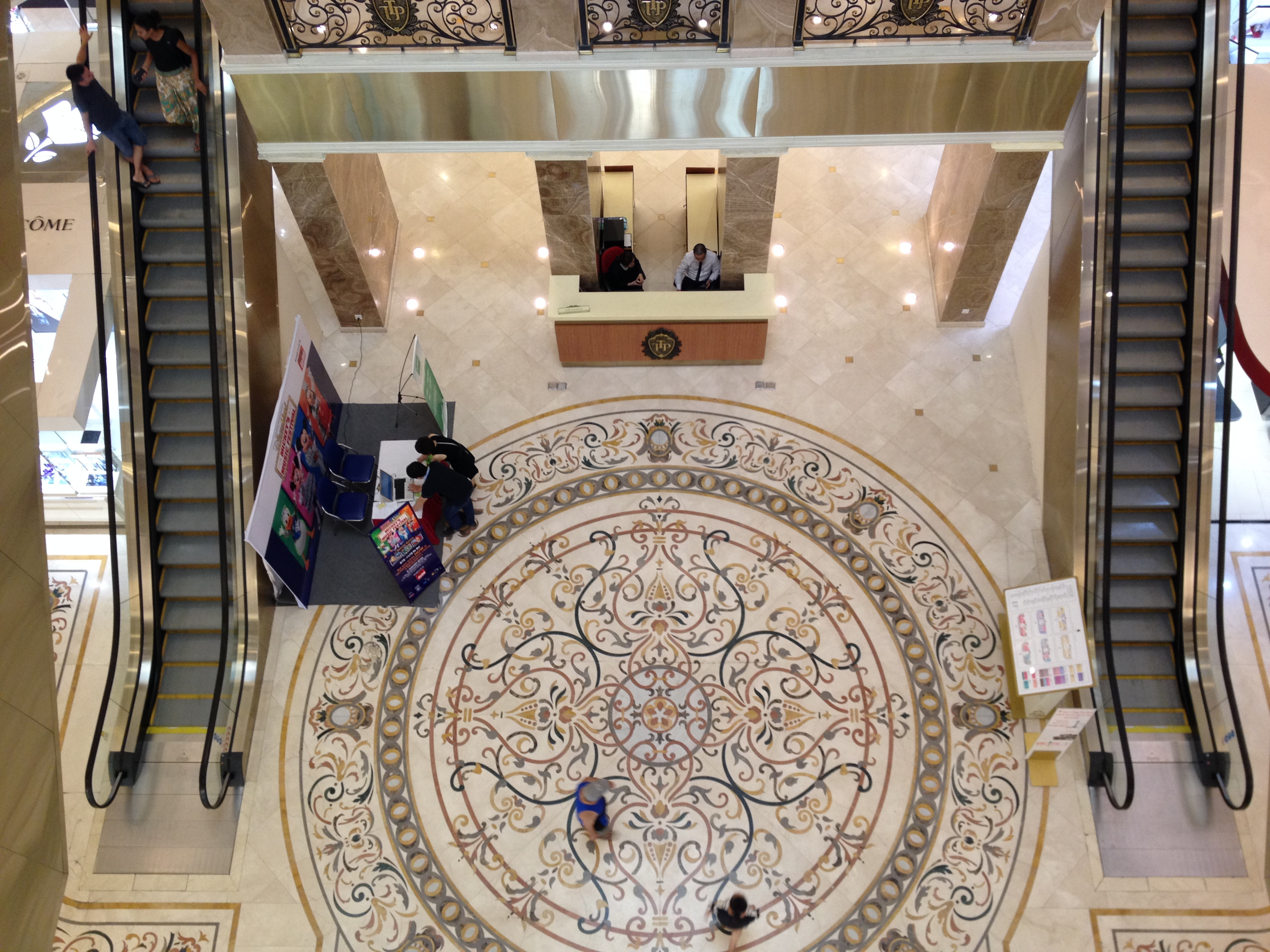
Sảnh tầng 1

Tràng Tiền Plaza nằm ở vị trí được xem là "đắc địa" của Hà Nội với 3 mặt tiếp xúc với các khu phố chính cùng tổng diện tích đất là 4.346m2. Tòa nhà Mặt chính hướng tây của tòa nhà tiếp giáp với phố Hàng Bài, hướng bắc giáp phố Tràng Tiền, hướng nam giáp phố Hai Bà Trưng. Từ ngã tư Tràng Tiền – Hàng Bài của trung tâm thương mại này có hướng nhìn thẳng ra hồ Hoàn Kiếm.
Sau khi Tràng Tiền Plaza được khai trương vào năm 2002, sẽ có 6 tầng sàn và 1 tầng hầm cùng tổng diện tích hơn 18.800m2. Toàn bộ tầng hầm rộng 4.000m2 và khu sân 800m2 sẽ được dùng làm nơi để xe, trong đó tầng hầm có sức chứa khoảng 95 ô tô còn khu sân có thể chứa 4.000 – 5.000 xe máy.
Ngày nay, bên trong trung tâm thương mại này được trang trí theo phong cách châu Âu, chủ yếu mang hai gam màu trắng và vàng. Mỗi một chi tiết đều được bày biện kỹ lưỡng, tất cả đều mang phong cách của Pháp nhằm thể hiện được sự cổ kính nhưng vẫn phải có nét hiện đại.

## Di chỉ khảo cổ
Tháng 5 năm 2000, sau khi phát hiện một tấm bia đía ở độ cao 1,5m tại công trường xây dựng Trung tâm Thương mại Tràng Tiền, cán bộ Ban Quản lý Di tích và Danh thắng Hà Nội cùng Viện Khảo cổ học đã đến hiện trường xem xét. Đây là hai tấm bia hình chữ nhật, được khắc chữ Hán và có kích thước nhỏ. Tấm bia được đánh giá còn "khá nguyên vẹn", có tên "bia miếu Quan Thánh" và được làm vào năm 1852 dưới thời Tự Đức. Những phát hiện đã cho thấy trung tâm thương mại này có thể đã xây dựng trên một khu vực là nơi có những công trình kiến trúc tôn giáo và là nơi cư trú thời Lê trung hưng. Theo những nhận định, này công trường xây dựng Tràng Tiền Plaza đã bị tạm dừng trong một thời gian để tiến hành khai quật. Cũng trong năm này, đơn vị thi công Trung tâm thương mại Tràng Tiền Plaza trong lúc đào móng còn phát hiện ra khá nhiều loại tiền Gia Long Thông bảo, Gia Long Cự bảo cùng xỉ đồng và dấu tích lò nấu đồng, bắt nguồn từ xưởng đúc tiền thế kỷ 19.

## Trong văn hóa đại chúng
Tràng Tiền Plaza được nhận định là một trung tâm thương mại mang tính biểu tượng của thành phố Hà Nội, cũng như dấu ấn, giá trị lịch sử truyền thống của Thủ đô. Diệu Phi từ Viện Kỷ lục Việt Nam đã công nhận Bách hóa Tổng hợp là "trung tâm thương mại đầu tiên tại Việt Nam". Tổ chức này cũng cho biết Bách Hóa Tổng hợp trở thành "pháo đài" thương nghiệp quốc doanh, nơi cung cấp đủ các loại nhu yếu phẩm cho Hà Nội và toàn miền Bắc trong suốt thời kì bao cấp, cùng với chợ Đồng Xuân, là một trong những biểu tượng lịch sử thương mại của Hà Nội trong suốt thế kỷ 20. Trung tâm thương mại này đã sự tiếp nối từ quá khứ đến hiện tại, đóng vai trò như một minh chứng cho sự phát triển của kinh tế Hà Nội cũng như của Việt Nam.
Vào đầu thế kỷ 20, phố Tràng Tiền mang tên Paul Bert và được xem như "khu đất vàng" dưới thời Pháp thuộc. Việc xây dựng nhà Godard mà nay là Tràng Tiền Plaza, được coi là bước ngoặt lớn cho thương mại Hà Nội đó chỉ có chợ truyền thống. Sau khi Sebastien Godard qua đời, các mặt hàng đa dạng hơn và được nhập từ nhiều nước khác trên thế giới như Pháp, Ấn Độ. Trong suốt nhiều thập kỷ của thế kỷ 20, người Hà Nội đã tỏ ra quen thuộc với con phố Tràng Tiền khi mua những vật dụng sinh hoạt từ nhỏ đến lớn đều bán tại Bách hóa Tổng hợp. Tiến sĩ Khảo cổ học Vũ Thế Long đã từng gọi Bách hóa Tổng hợp là "tủ kính của xã hội chủ nghĩa". Những người dân ở nông thôn khi lên Hà Nội cũng nhất định phải vào chiêm ngưỡng cửa hàng. Tuy nhiên, mọi người vào Bách hóa Tổng hợp chủ yếu chỉ ngắm hàng hóa bày bán chứ không mua. Một thông tin khác còn cho rằng Bách hóa Tổng hợp từng là niềm tự hào của người Hà Nội trong những năm tháng thời kì bao cấp. Báo An ninh thủ đô kể lại nhiều chàng trai trẻ tại Hà Nội ngày xưa đến quầy hàng tại trung tâm này để làm quen và ngắm nhìn các cô gái. Chính vì vậy, nhiều người cho rằng được đứng bán hàng tại Bách hóa Tổng hợp là "niềm vinh dự lớn" của các cô gái trẻ. Một người phụ nữ lớn tuổi cũng đã hoài niệm lại công việc của bà thời trẻ tại Bách hóa Tổng hợp trên tờ báo này, cho thấy nhiều quy định bán hàng có sự kỷ luật chặt chẽ, thậm chí có phần khắt khe.
Vào thời điểm năm 2012, Tràng Tiền Plaza được khai trương với dự định khôi phục lại vị thế gắn liền với công trình Bách hóa Tổng hợp Tràng Tiền, vốn là công trình mang giá trị lịch sử và truyền thống của Hà Nội. Cho tới bây giờ, nơi đây vẫn là một địa điểm ưa thích của người dân Hà Nội, dù đã bị đánh giá là "xa xỉ, sang trọng". Tuy được đánh giá là "to đẹp, lộng lẫy" hơn Bách hóa Tổng hợp nhưng Tràng Tiền Plaza vẫn còn rất lâu mới đạt tới tầm quan trọng như Bách hóa Tổng hợp. Nhà văn Vũ Bão đã viết về Bách hóa Tổng hợp trong một hồi ức: "Sau ngày Thủ đô giải phóng, Cửa hàng Bách hóa Tổng hợp được coi là pháo đài mẹ của nền thương nghiệp xã hội chủ nghĩa. Các ông bà nông dân ở các tỉnh lên Hà Nội thế nào cũng bắt con cháu đưa đi "Tổng hợp". Ông còn cho rằng mọi người dân về Hà Nội đều cũng phải đi mua một món hàng ở đây, nếu như lên Hà Nội mà chưa đi thăm Bách hóa Tổng hợp thì coi như chưa đến Hà Nội. Qua đó, nơi đây nghiễm nhiên trở thành một điểm du lịch.

## Sự cố
- Khoảng trưa ngày 4 tháng 7 năm 2011, một vụ cháy lớn xảy ra tại ngôi nhà số 16 Hàng Bài, gần Tràng Tiền Plaza nên đã khiến hoạt động kinh doanh tại trung tâm này bị ảnh hưởng đáng kể.[49]
- Năm 2020, sau nhiều lần đưa ra nguồn gốc sản phẩm không nhất quán, một cửa hàng Chanel Việt Nam tại chi nhánh Tràng Tiền Plaza đã cho rằng đây là lỗi của nhân viên bán hàng, đồng thời đề nghị khách hàng mang chai nước hoa đến để phân tích lỗi sản phẩm sau khi một nữ khách hàng đã gặp lỗi trong khi mua sản phẩm nước hoa của thương mại này.[50]
- Khoảng trưa ngày 3 tháng 4 năm 2021, người dân xung quanh phố đi bộ hồ Hoàn Kiếm đã hốt hoảng khi thấy khói đen bốc lên từ Trung tâm thương mại Tràng Tiền Plaza.[51] Đám khói bắt nguồn từ phố Hai Bà Trưng loang ra dọc đầu hai con phố Hàng Bài – Tràng Thi. Ngay khi được triển khai cứu hỏa, ngọn lửa được dập tắt sau đó ít phút.[52] Nguyên nhân của vụ cháy được phát hiện đến từ một chiếc xe ô tô của khách hàng gửi tại bãi trông giữ xe ở bên trong tầng hầm của trung tâm.[53][54]
- Tháng 11 năm 2021, lãnh đạo Ủy ban Nhân dân Thành phố Hà Nội cùng Ban chỉ đạo phòng chống dịch Covid-19 quận Hoàn Kiếm đã phải ra thông báo khẩn tìm một người đến gian hàng đồ lưu niệm, quán lẩu ở Tràng Tiền Plaza tiếp xúc với nhiều người nhưng đã có kết quả dương tính với Covid-19.[55][56]